# Чемпионат Европы по лёгкой атлетике в помещении 1982 — бег на 1500 метров (женщины)
Соревнования по бегу на 1500 метров у женщин на чемпионате Европы по лёгкой атлетике в помещении в Милане прошли 7 марта 1982 года во Дворце спорта «Сан-Сиро».
Действующей зимней чемпионкой Европы в беге на 1500 метров являлась Агнезе Поссамаи из Италии.

## Рекорды
До начала соревнований действующими были следующие рекорды в помещении.
| Высшее мировое достижение        | Мэри Деккер (США)           | 4.00,8  | Нью-Йорк, США     | 8 февраля 1980  |
| Рекорд Европы                    | Наталья Мэрэшеску (Румыния) | 4.03,0  | Будапешт, Венгрия | 10 февраля 1979 |
| Рекорд чемпионатов Европы        | Наталья Мэрэшеску (Румыния) | 4.03,5  | Вена, Австрия     | 25 февраля 1979 |
| Лучший результат сезона в мире   | Мэри Деккер (США)           | 4.03,6+ | Нью-Йорк, США     | 12 февраля 1982 |
| Лучший результат сезона в Европе | Фица Ловин (Румыния)        | 4.06,93 | София, Болгария   | 14 февраля 1982 |

## Расписание
| Дата         | Раунд соревнований |
| ------------ | ------------------ |
| 7 марта 1982 | Финал              |

Время местное (UTC+2)

## Медалисты
| Золото                 | Серебро            | Бронза          |
| Габриэлла Дорио Италия | Бригитте Краус ФРГ | Беате Либих ГДР |

## Результаты
Обозначения: WB — Высшее мировое достижение | ER — Рекорд Европы | CR — Рекорд чемпионатов Европы | NR — Национальный рекорд | WL — Лучший результат сезона в мире | EL — Лучший результат сезона в Европе | PB — Личный рекорд | SB — Лучший результат в сезоне | DNS — Не стартовала | DNF — Не финишировала | DQ — Дисквалифицирована

Финал в беге на 1500 метров у женщин состоялся 7 марта 1982 года. На старт вышли 9 спортсменок. Габриэлла Дорио стала чемпионкой с новым рекордом страны и четвёртым результатом в европейской истории — 4.04,01.
| Место | Атлет              | Гражданство | Результат | Примечания |
| ----- | ------------------ | ----------- | --------- | ---------- |
| 1     | Габриэлла Дорио    | Италия      | 4:04.01   | EL, NR     |
| 2     | Бригитте Краус     | ФРГ         | 4:04.22   | NR         |
| 3     | Беате Либих        | ГДР         | 4:06.70   | NR         |
| 4     | Весела Яцинска     | Болгария    | 4:11.75   |            |
| 5     | Надежда Раллдугина | СССР        | 4:12.66   |            |
| 6     | Наталья Боборова   | СССР        | 4:14.28   |            |
| 7     | Элиза Ваттендорф   | Швейцария   | 4:20.04   | PB         |
| 8     | Росселла Грамола   | Италия      | 4:20.79   |            |
| 9     | Тотка Петрова      | Болгария    | 4:25.33   |            |